# Кордоба
Кордоба или Кордова (шп. Córdoba) град је у аутономној заједници Андалузији у Шпанији, и главни град покрајине Кордоба. Налази се на реци Гвадалкивир (шп. Guadalquivir), у подножју планинског венца Сијера Морене (шп. Sierra Morena).
Кордоба је до данас сачувала карактеристичну маварску урбану архитектуру с бројним грађевинама сачуваним из доба арапске власти.
Велика Абд-ар-Рахманова џамија, грађена од 785, један је од највеличанственијих споменика исламске уметности.

## Историја
Град су основали Картагињани. Римљани су га освојили 152. године п. н. е., а Визиготи у VI веку. Године 711. освајају га Арапи. Седиште је Кордовског емирата од 756. до 929. и Кордовског калифата 929—1031. године. Након пропасти калифата (1031) основана је независна република (таифа) Кордоба коју је 1069. године освојио Абад III, владар Севиље. Од 1091. године припада Алморавидима које су у 12. веку заменили Алмохади.
Доласком под власт Кастиље 1236. године град назадује у односу на Толедо и Мадрид. Град је докрајчила куга око 1600. године, па се број становника почетком 18. века свео на тек око 20.000.
Од 1808—1813. био је под француском влашћу, а током Шпанског грађанског рата од 1936. године упориште је присталица генерала Франка.
Данас је велико средиште истоимене покрајине и велико туристичко одредиште.
Кордоба је родни град Сенеке Старијег, Сенеке Млађег у 1. век. пр. н. е, као и Авероеса и Мајмонидеса у XII веку.

## Становништво
Према процени, у граду је 2008. живело 325.453 становника.

| 1981.   | 1989.   | 1991.   | 2001.   | 2002.   |
| ------- | ------- | ------- | ------- | ------- |
| 284.737 | 302.154 | 310.488 | 308.072 | 308.072 |

## Партнерски градови
- Витлејем
- Нирнберг
- Адана
- Бухара
- Херез де ла Фронтера
- Old Havana
- Сао Пауло
- Дамаск
- Куритиба
- Манчестер
- Бург ан Брес
- Сен Дени
- Ла Лувјер
- Ним